# Шастель-сюр-Мюра
Шасте́ль-сюр-Мюра́ (фр. Chastel-sur-Murat, окс. Chastèl) — коммуна во Франции, находится в регионе Овернь. Департамент — Канталь. Входит в состав кантона Мюра. Округ коммуны — Сен-Флур.
Код INSEE коммуны — 15044.
Коммуна расположена приблизительно в 420 км к югу от Парижа, в 80 км южнее Клермон-Феррана, в 40 км к северо-востоку от Орийака.

## Население
Население коммуны на 2008 год составляло 133 человека.
| 1962 | 1968 | 1975 | 1982 | 1990 | 1999 | 2008 |
| ---- | ---- | ---- | ---- | ---- | ---- | ---- |
| 132  | 154  | 126  | 106  | 100  | 96   | 133  |

## Экономика
В 2007 году среди 80 человек в трудоспособном возрасте (15—64 лет) 64 были экономически активными, 16 — неактивными (показатель активности — 80,0 %, в 1999 году было 79,7 %). Из 64 активных работали 62 человека (30 мужчин и 32 женщины), безработными были 2 мужчин. Среди 16 неактивных 5 человек были учениками или студентами, 6 — пенсионерами, 5 были неактивными по другим причинам.

## Достопримечательности
- Укреплённая деревня и остатки доисторических жилищ Ла-Рош. Памятник истории с 1924 года[3]
- Часовня Сент-Антуан (XII век). Памятник истории с 1947 года[4]

## Фотогалерея

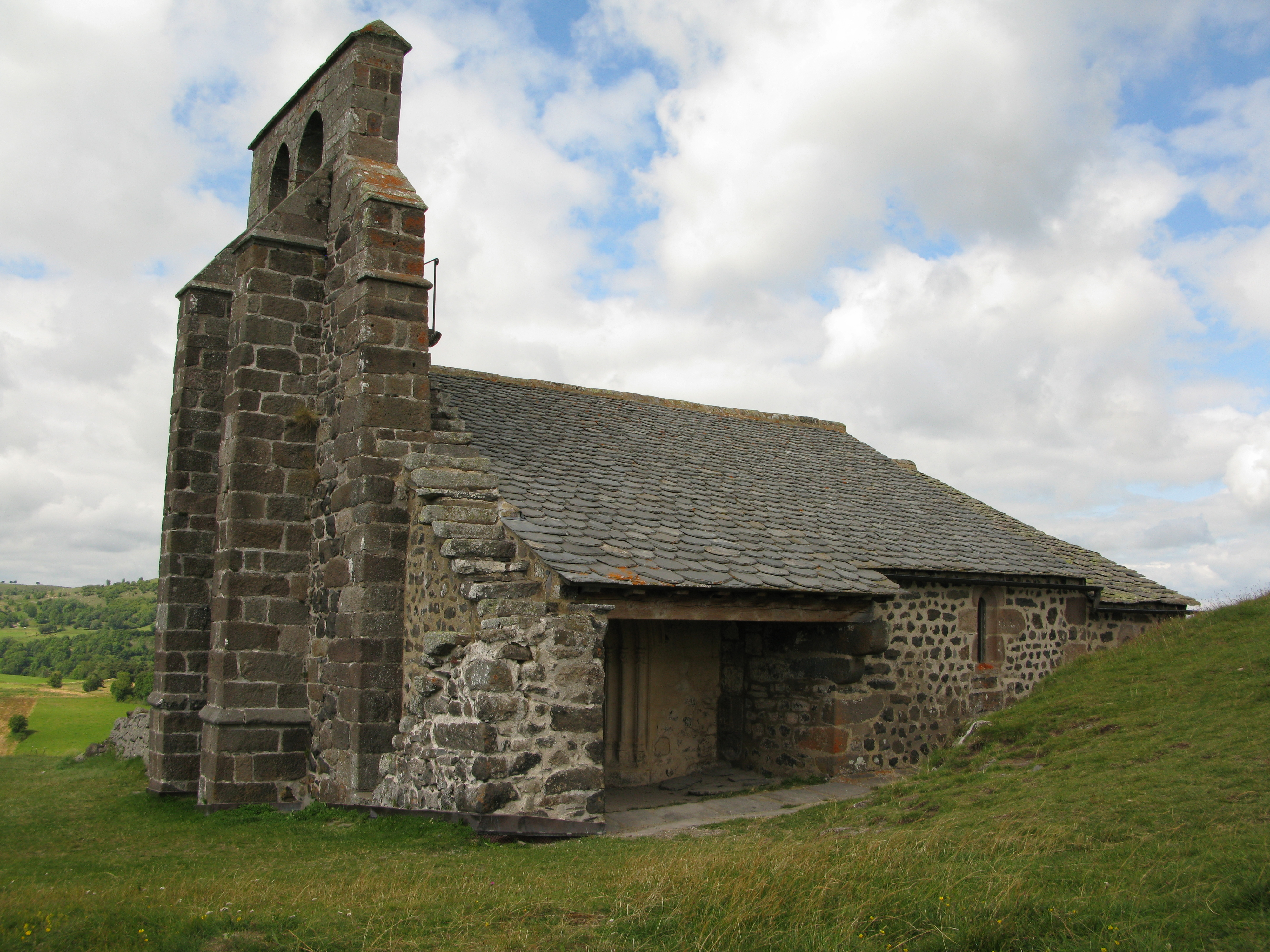
Часовня Сент-Антуан
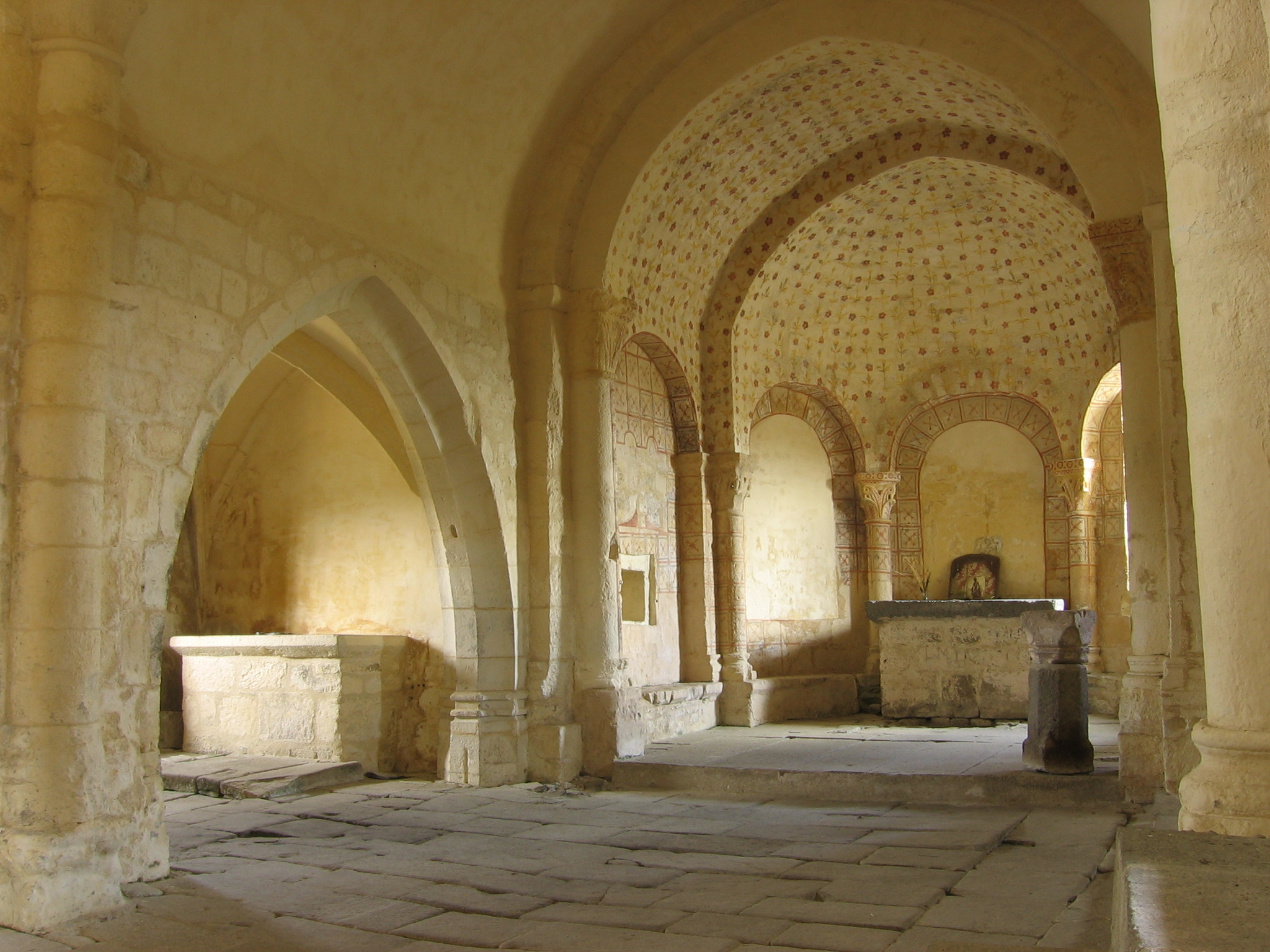
Интерьер часовни Сент-Антуан
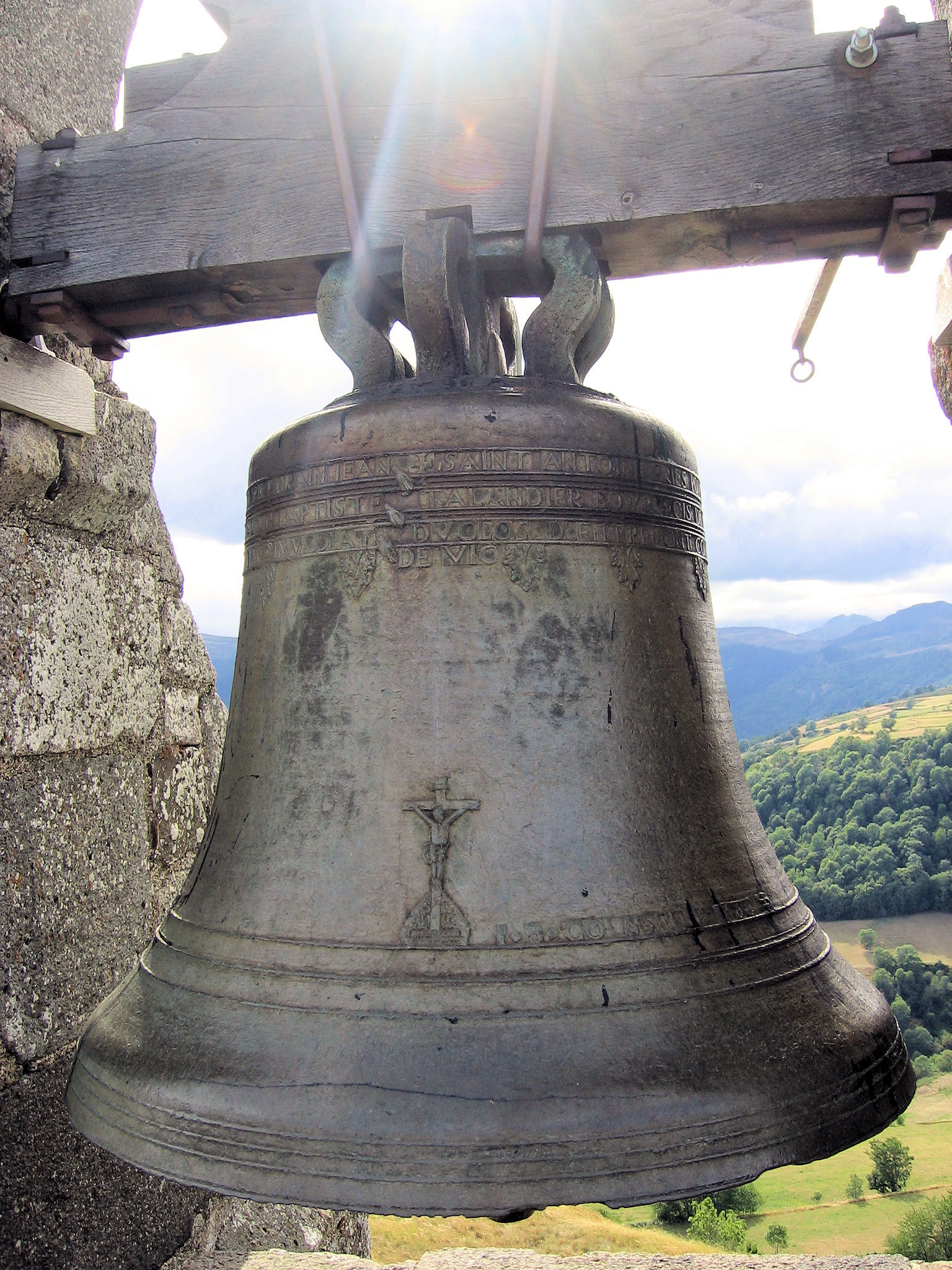
Колокол часовни Сент-Антуан
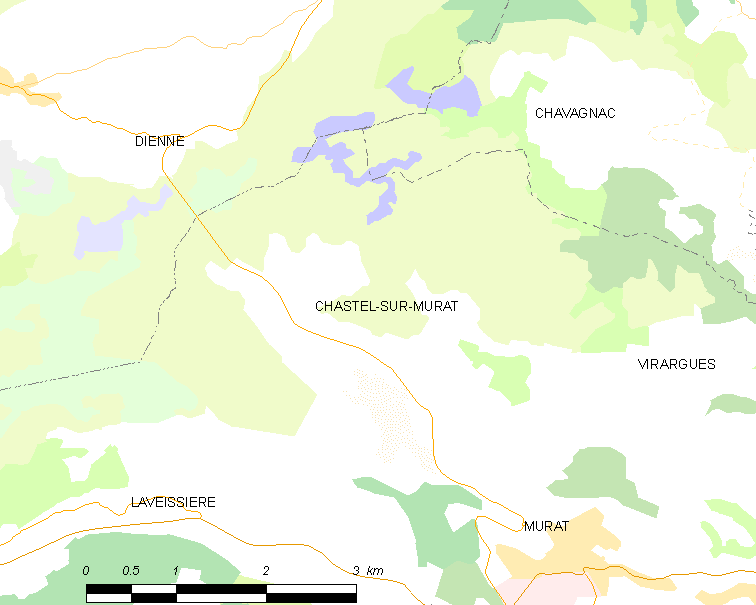
Карта коммуны